# Brodnica

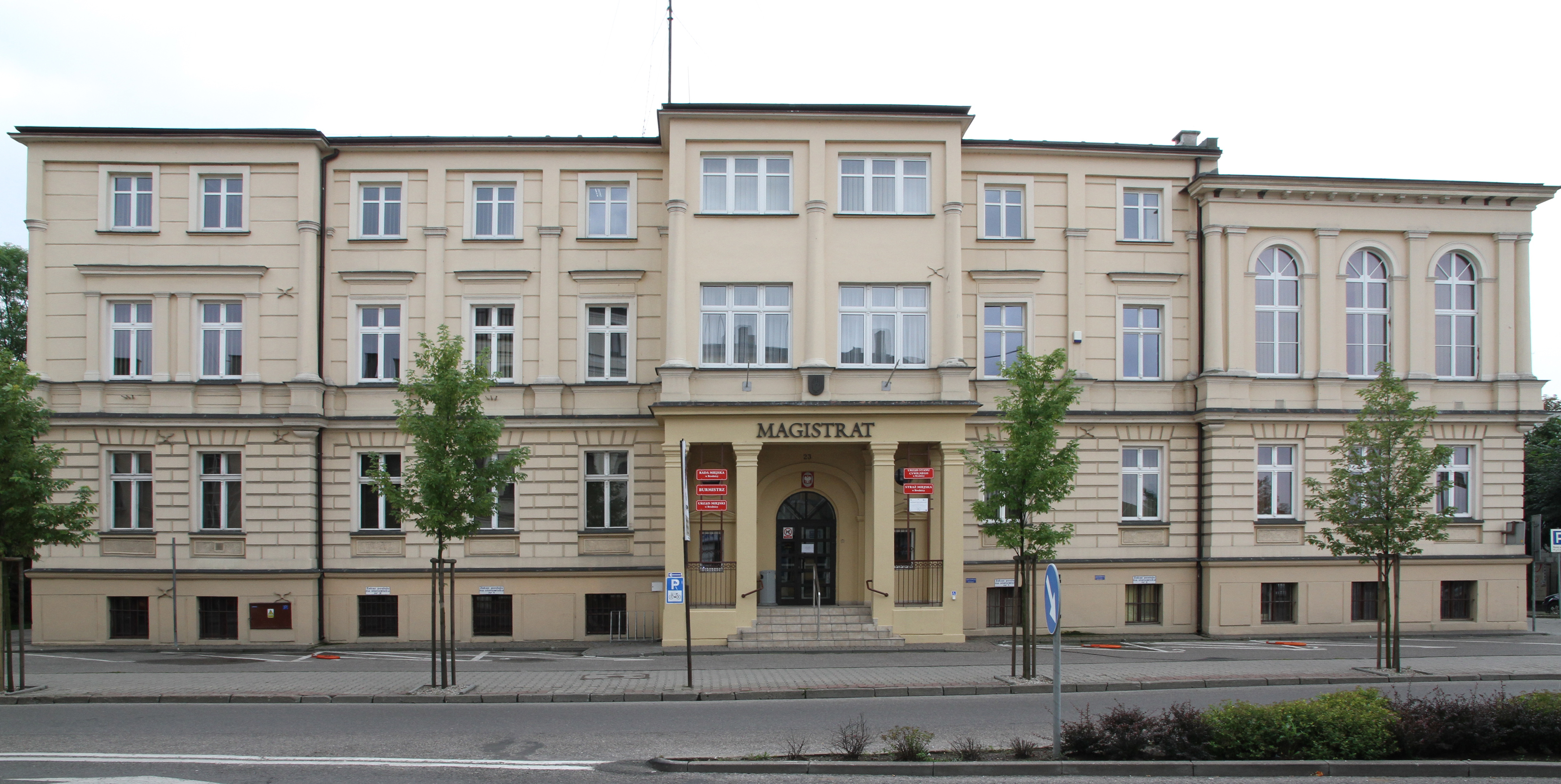
Radnice

Brodnica (německy Strasburg in Westpreußen, Strasburg an der Drewenz) je město v Kujavsko-pomořském vojvodství v Polsku. Je sídelním městem okresu Brodnica. Tvoří samostatnou městskou obec (gminu). V roce 2011 zde žilo 28 416 obyvatel.

## Osobnosti
- Anna Vasa - švédská princezna

## Partnerská města
- Strasburg, Německo
- Brørup, Dánsko
- Kėdainiai, Litva
- Kristinehamn, Švédsko
- Chamalières, Francie
- Koprivnica, Chorvatsko
- Hummelo en Keppel, Nizozemsko
- Sevan, Arménie

## Galerie

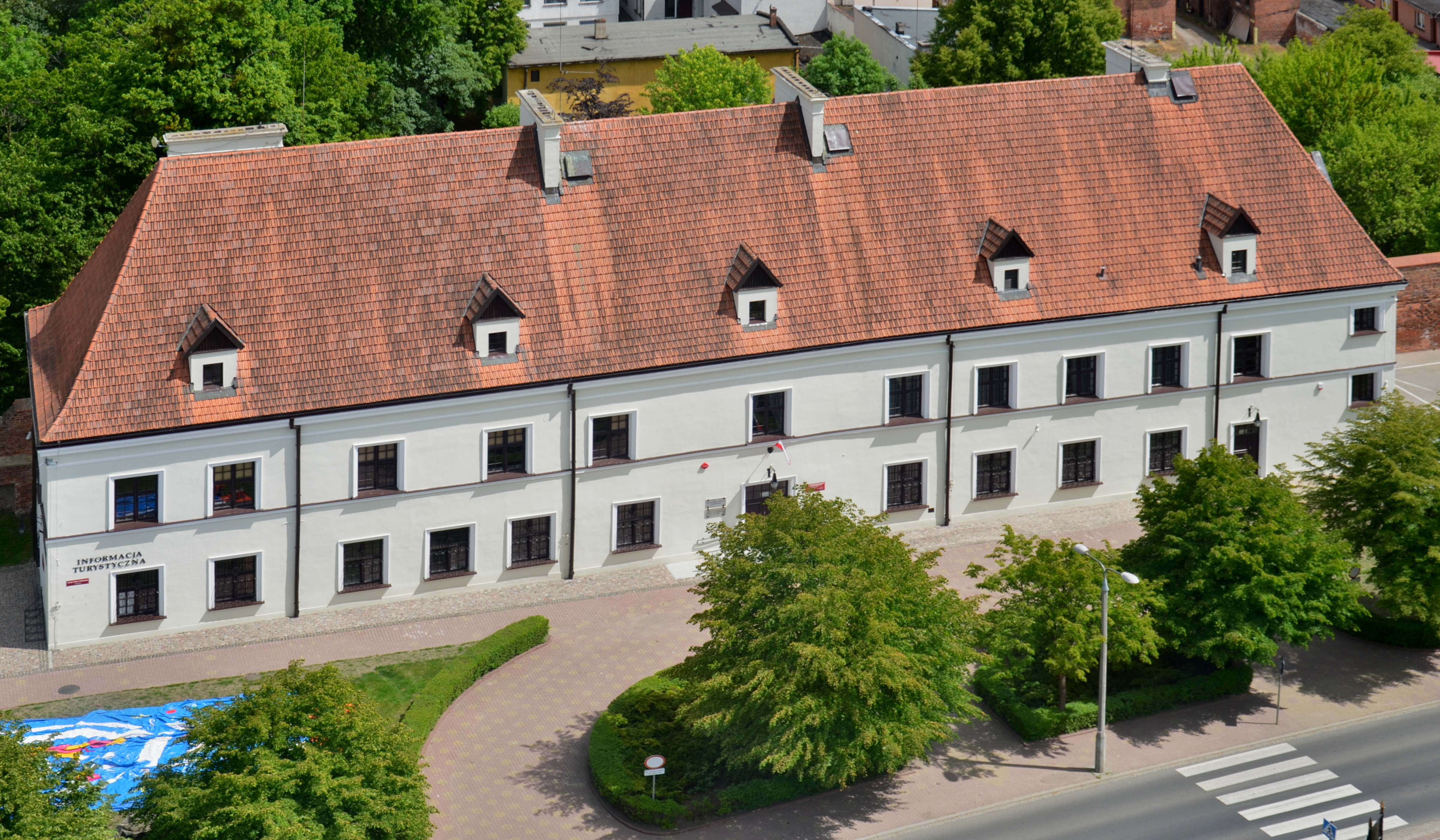
Palác
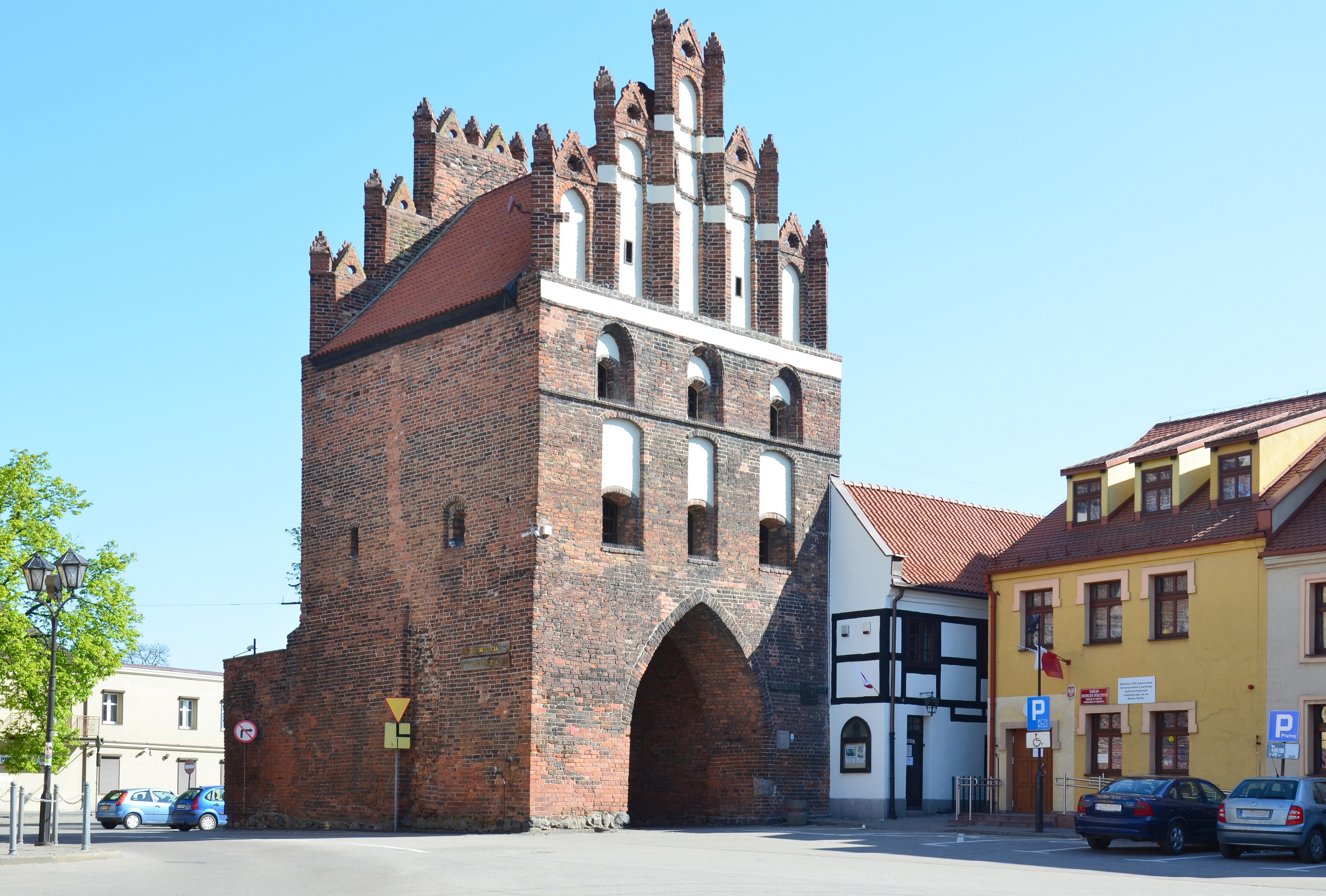
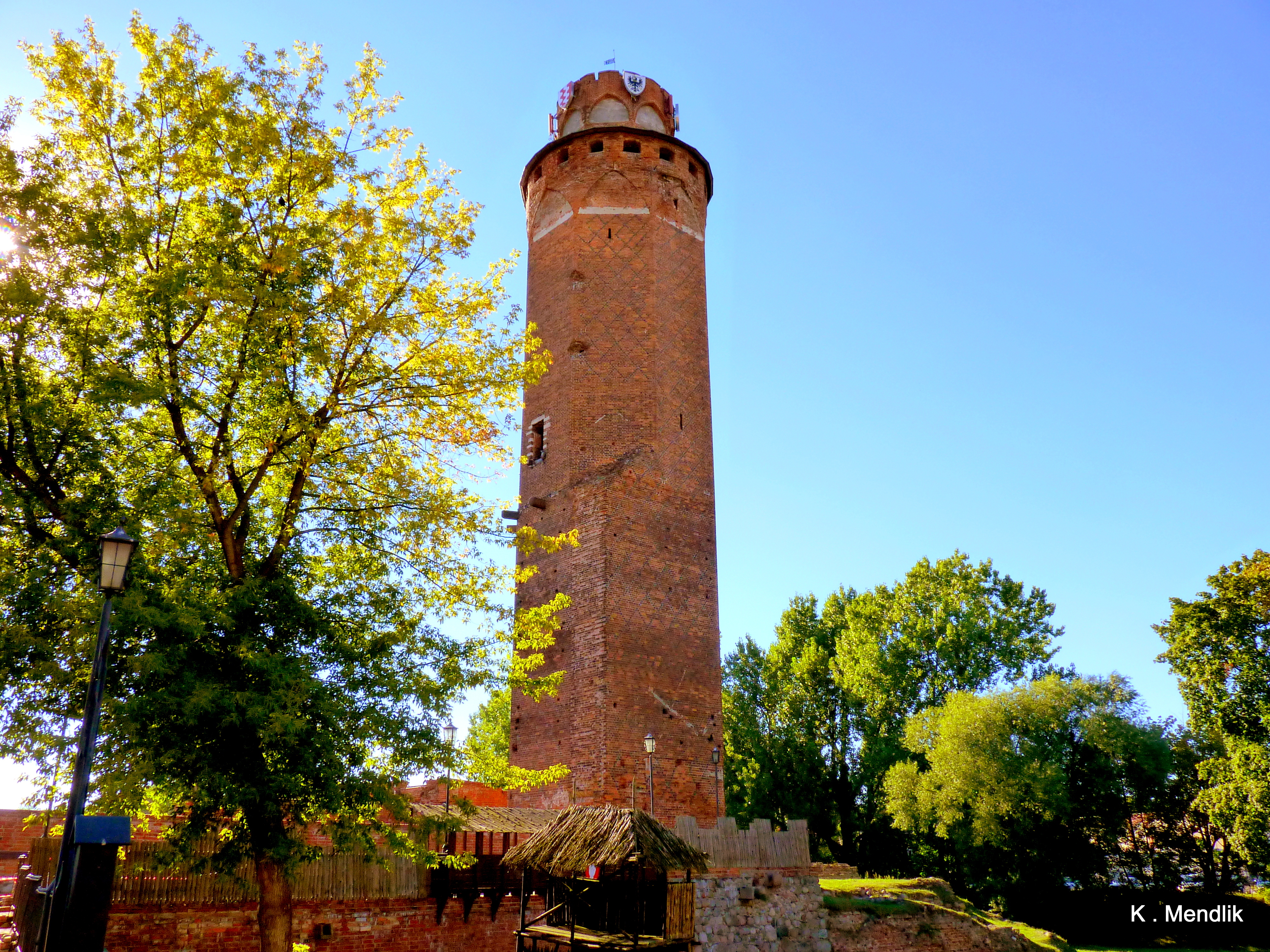
Věž Brodnického hradu
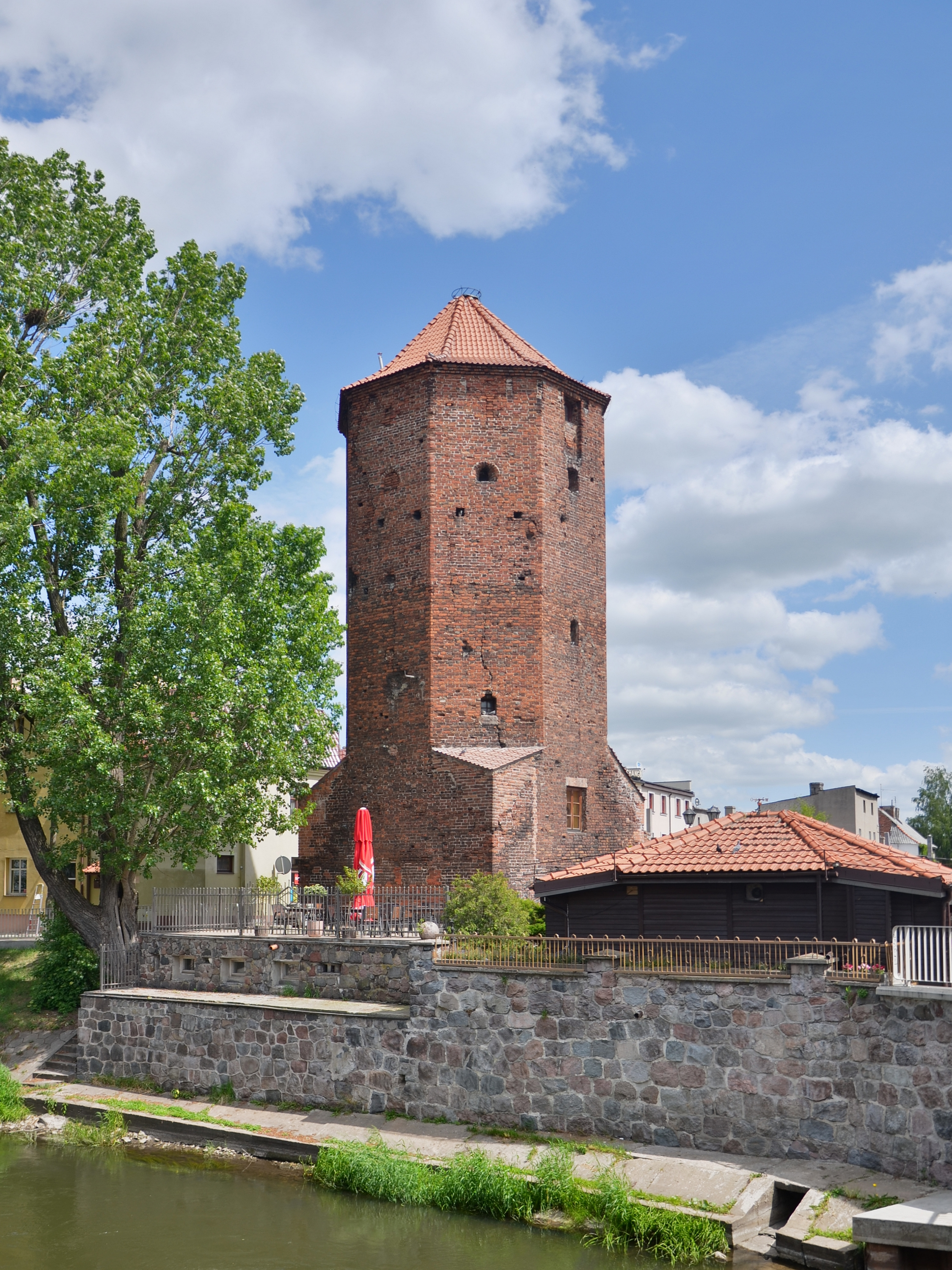
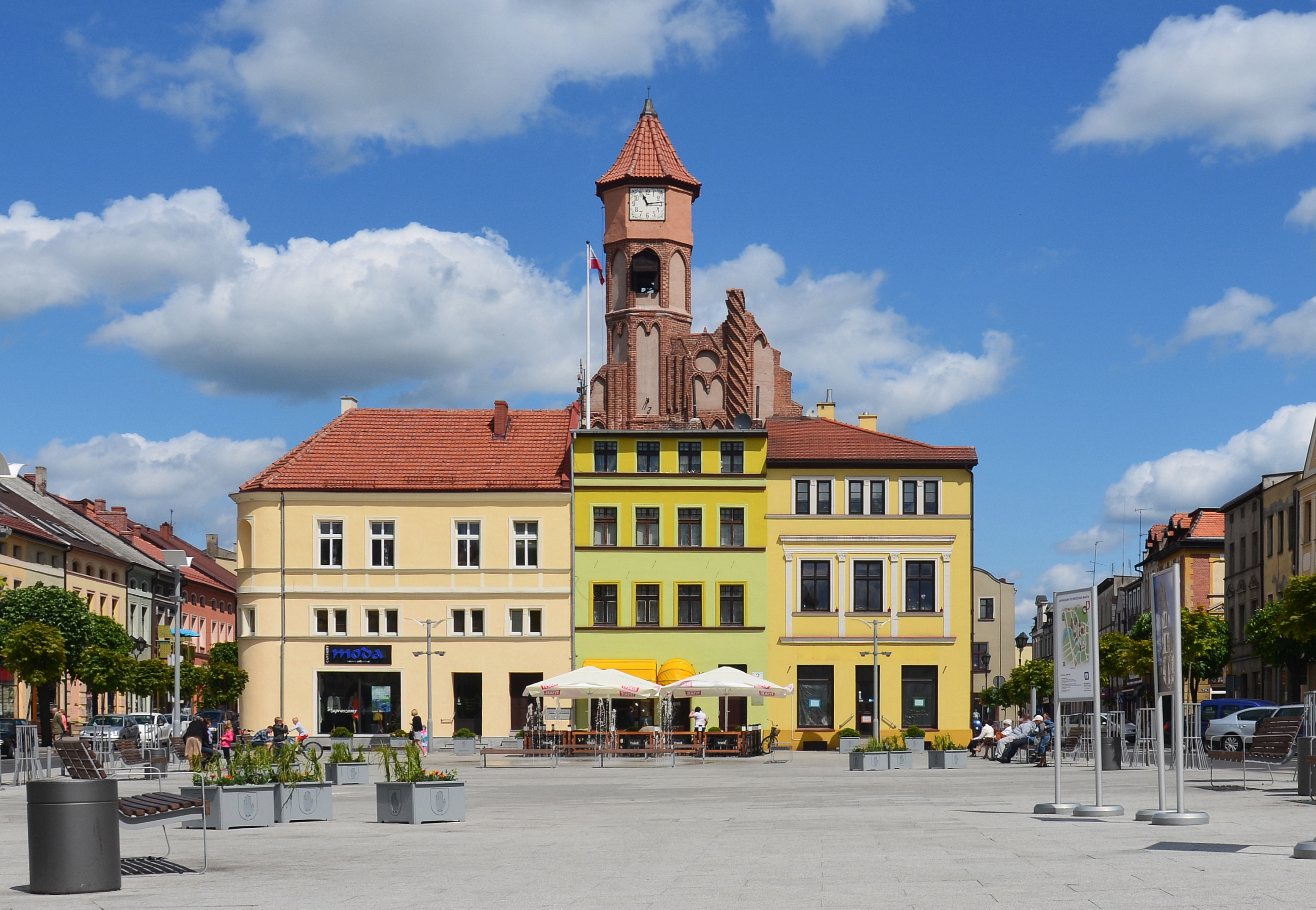
Stará radnice
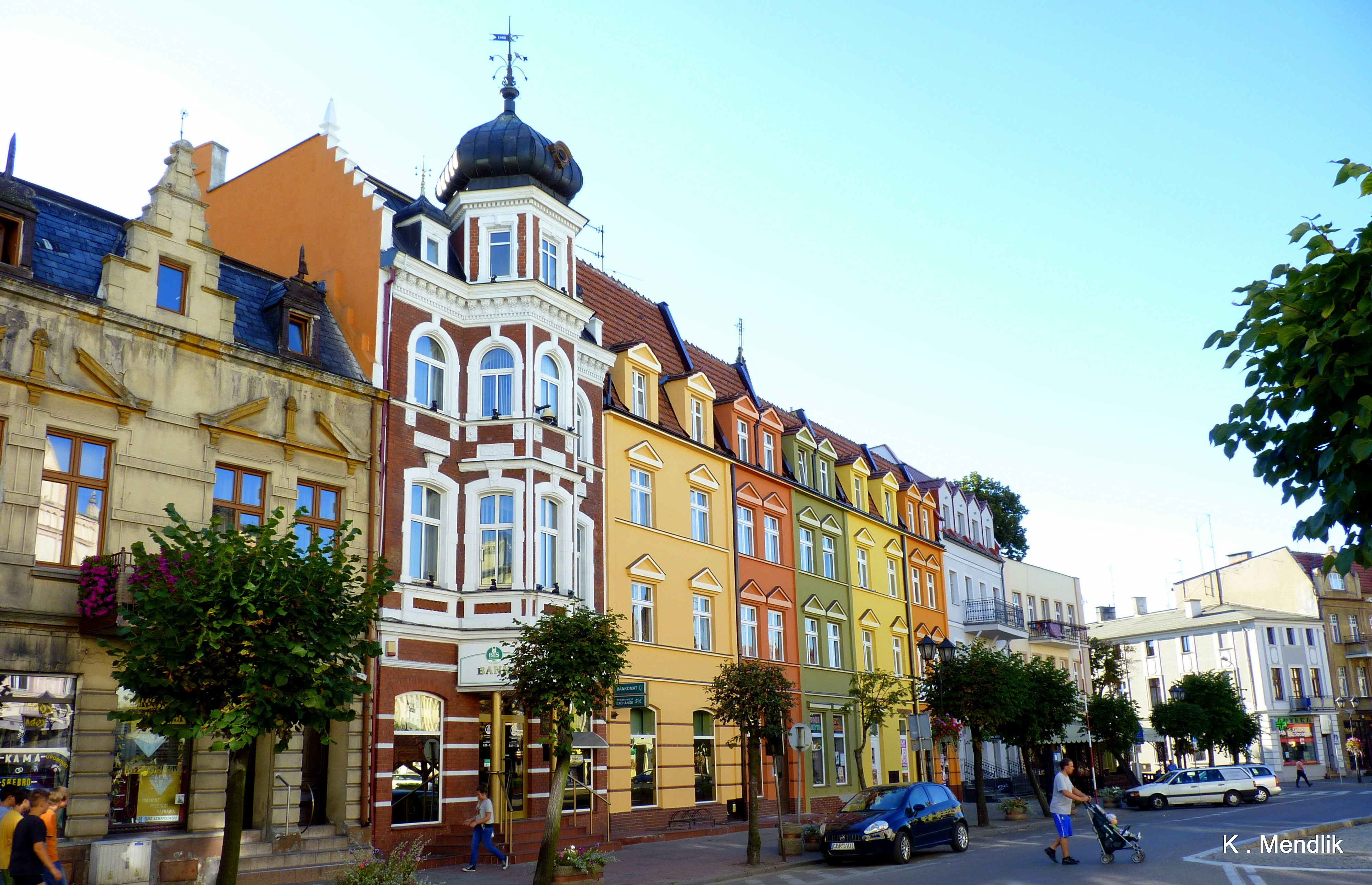
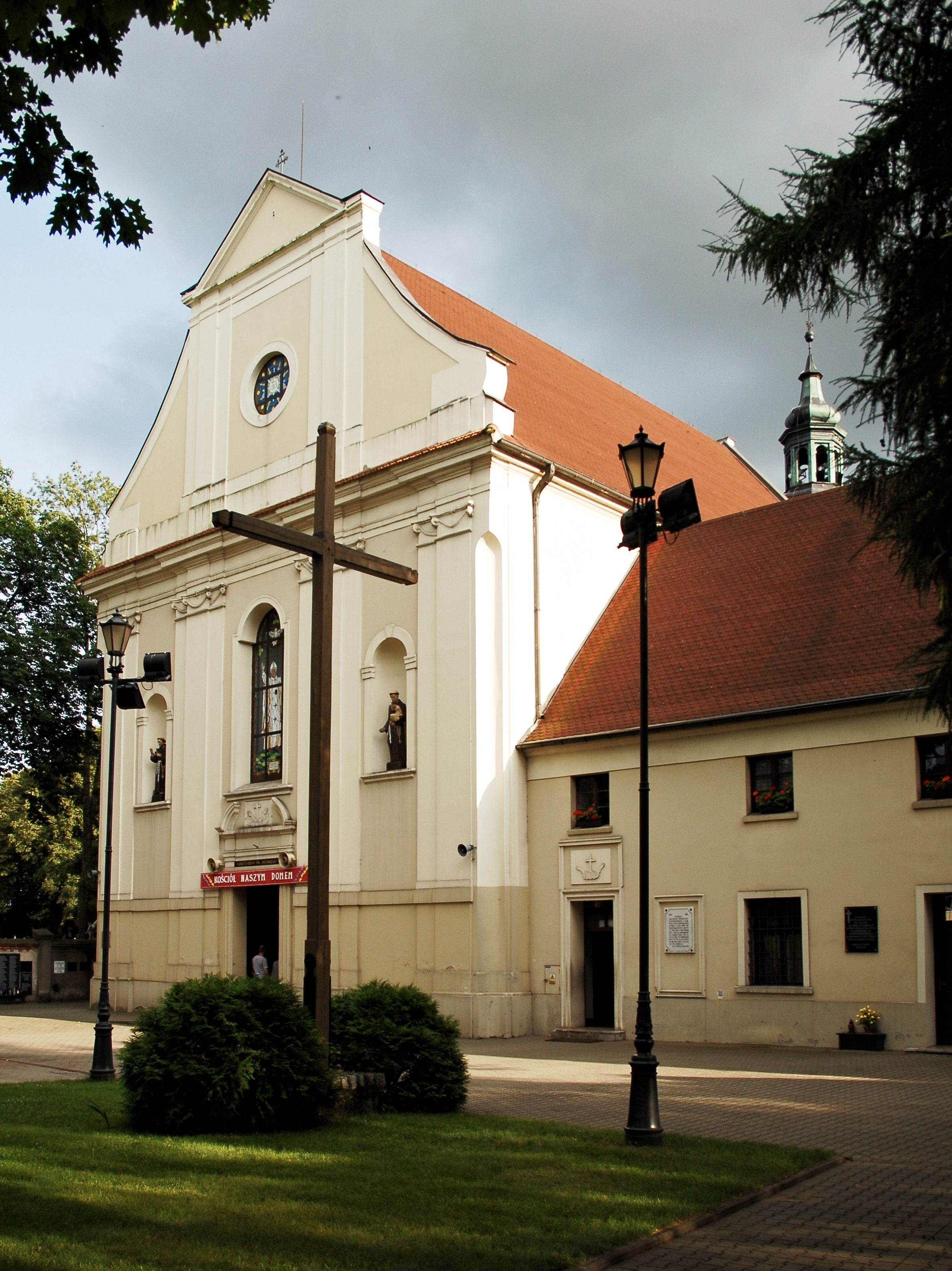
Klášter
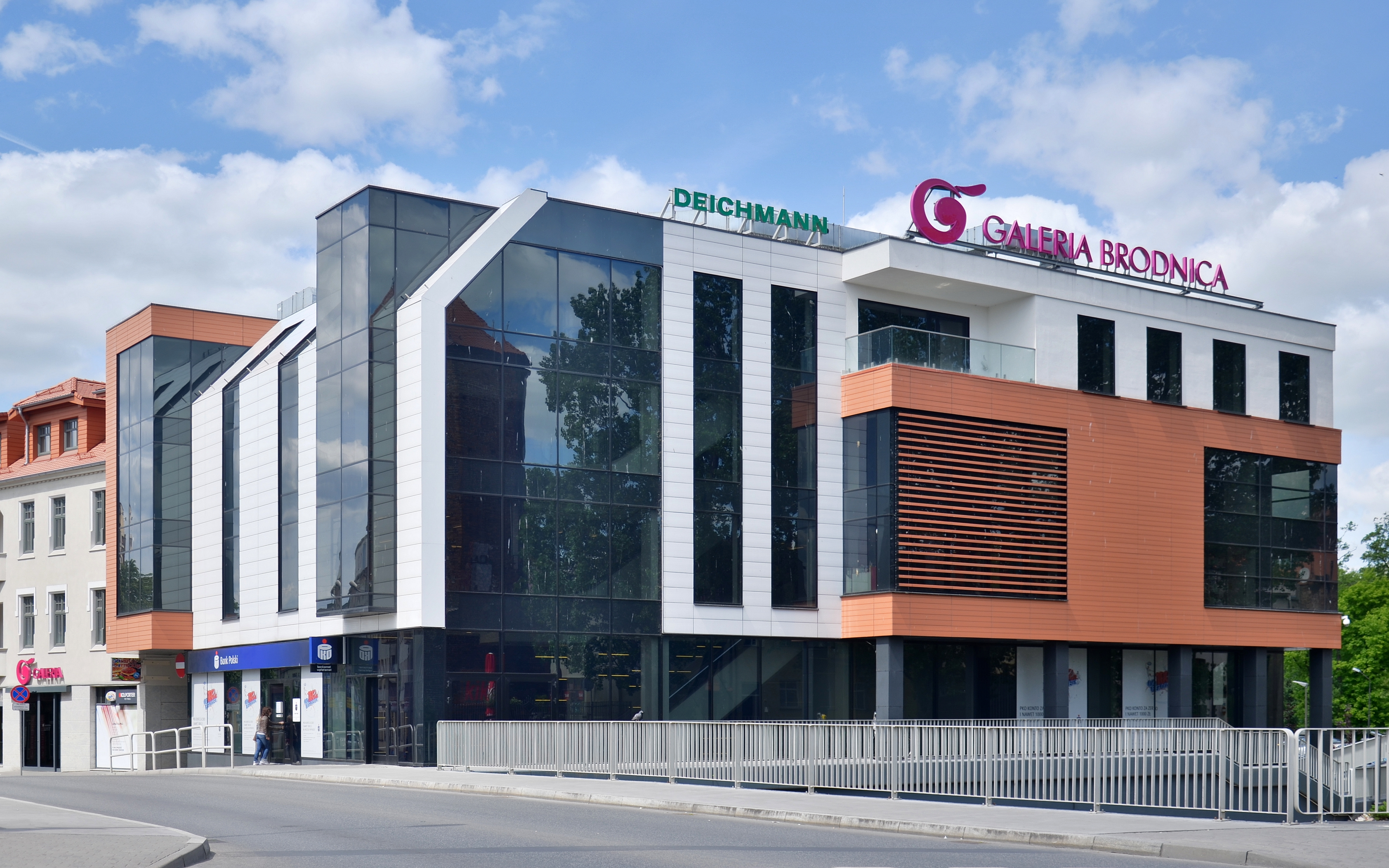
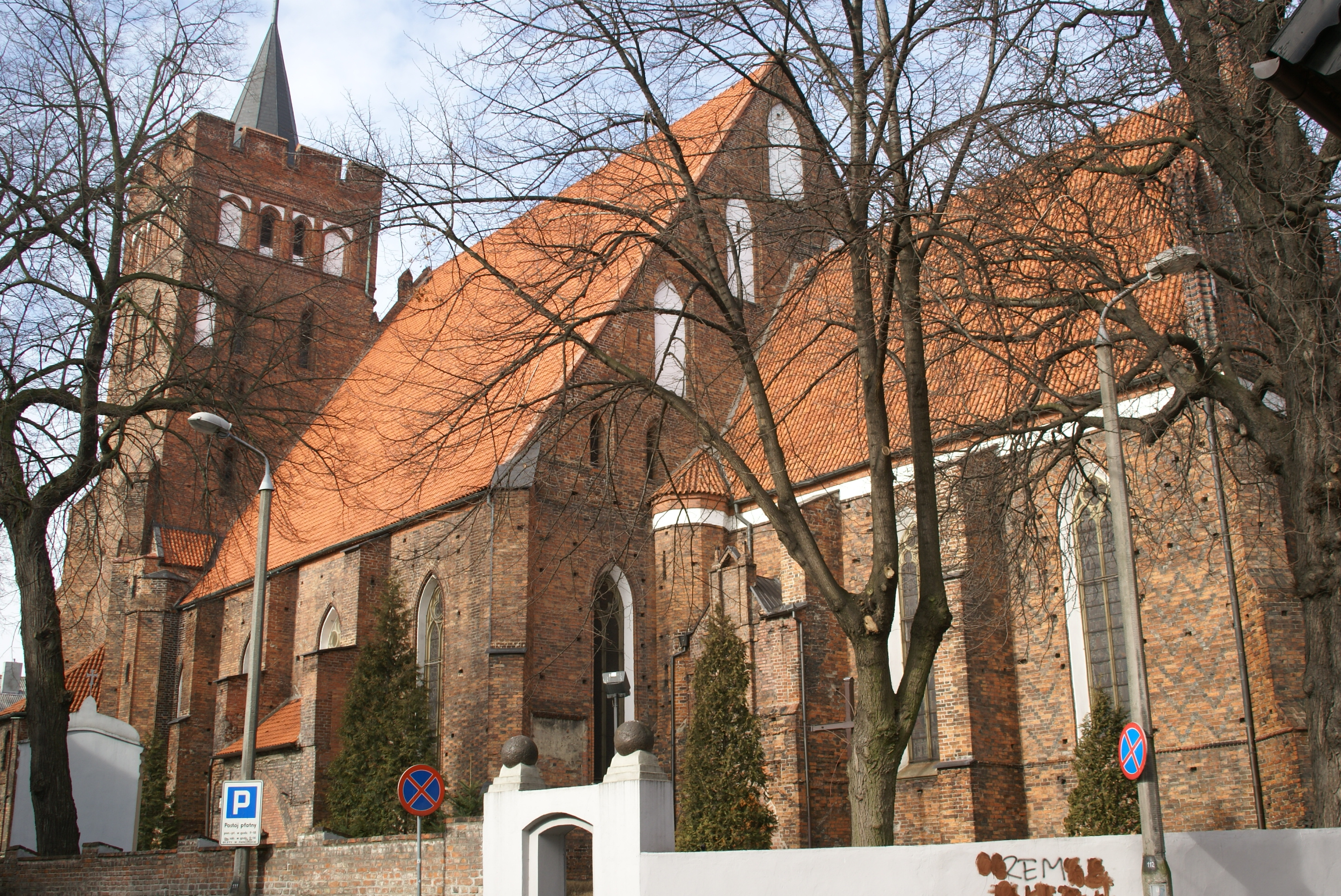
Gotický kostel Sv. Kateřiny
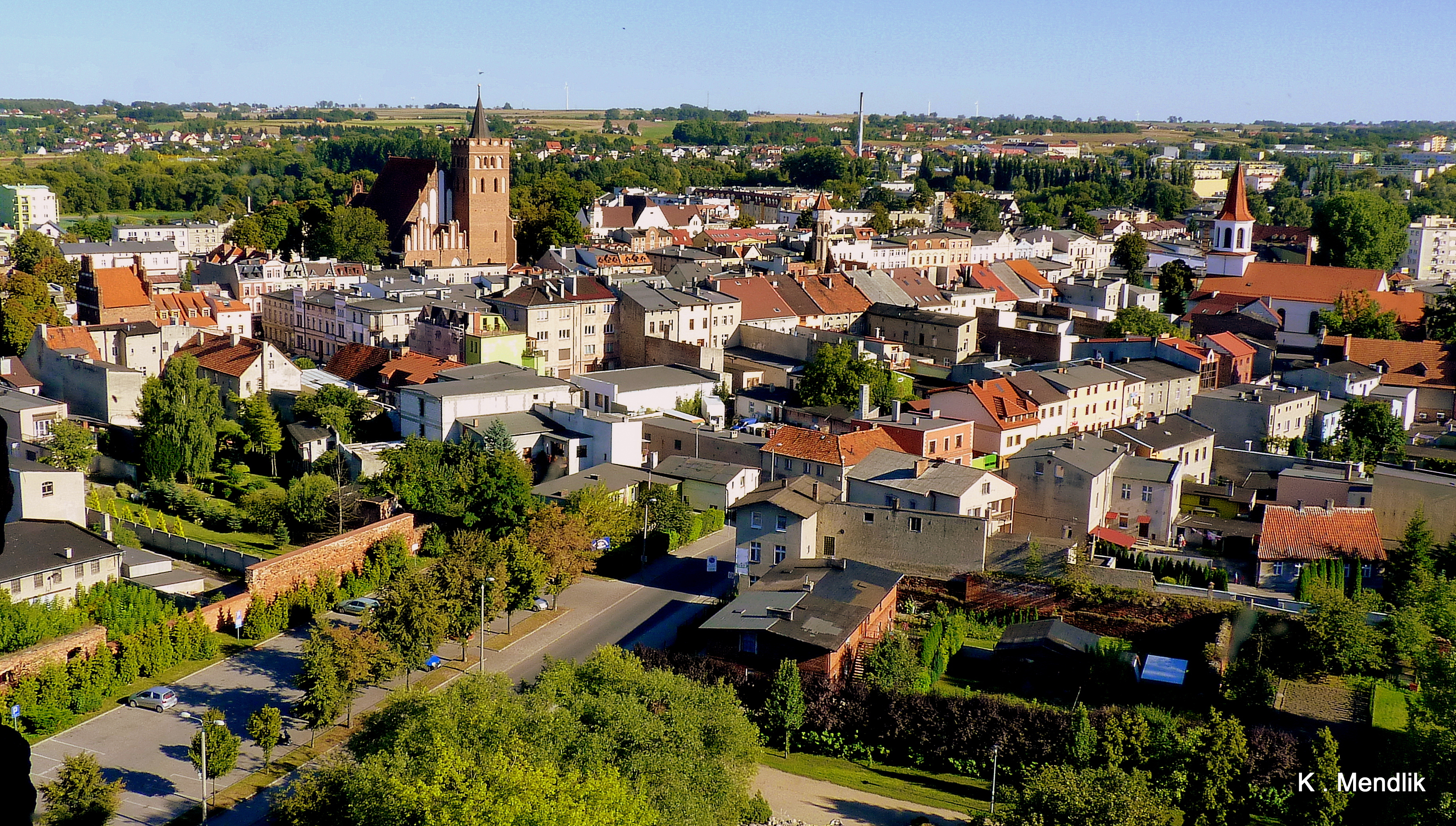
Staré město